# 沙特阿拉伯统一
沙特阿拉伯统一或沙特阿拉伯建国（阿拉伯语：تأسيس المملكة العربية السعودية）是1902年至1932年阿拉伯半岛沙特家族领导的军事与政治运动，以沙特家族统治下的内志第三王国将半岛上绝大部分部落领地和君主制国家兼併，成立现代沙特阿拉伯王国而告终。沙特家族首领伊本·沙特是这场运动的主要领袖。
沙特家族于18世纪皈依瓦哈比派，建立起内志第一王国，曾一度控制伊斯兰教的圣城麦加，但于1818年被奥斯曼帝国的埃及总督穆罕默德·阿里帕夏击败。沙特家族余部在利雅得建立内志第二王国。1891年，拉希德家族崛起，在奥斯曼帝国支持下击溃内志第二王国。沙特家族被迫流亡至科威特。1902年，伊本·沙特率军夺回利雅得，揭开沙特阿拉伯统一运动的序幕。此后的1913年至1926年间，沙特家族利用奥斯曼帝国的衰落和英国的支援，通过一系列的军事行动，展开了大规模的领土扩张，至1926年，领土范围已涵盖内志、哈萨绿洲、舍迈尔山和汉志，包括两大伊斯兰圣地麦加和麦地那。1927年，伊本·沙特将内志王国更名为内志与汉志王国。1932年，再度更名为沙特阿拉伯王国，并存续至今。

## 背景与起源

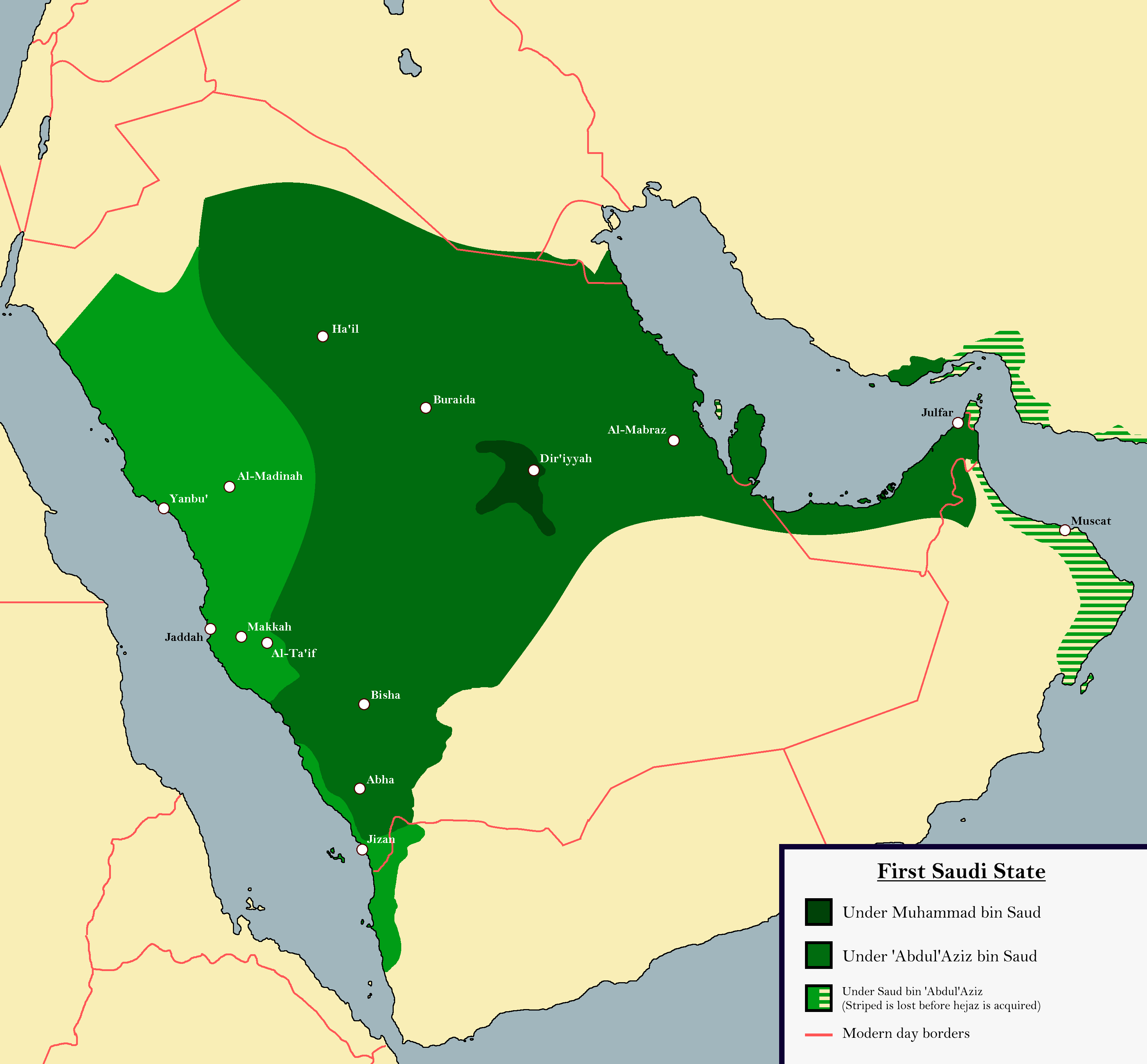
德拉伊耶埃米爾國的擴張

阿拉伯半岛自16世纪起成为奥斯曼土耳其帝国政治版图的一份子。土耳其人于1517年占领红海沿岸的汉志地区，将之划入埃及省，1872年单独置省；于1550年进占波斯湾沿岸的哈萨绿洲，将之划入巴士拉州。除哈萨和汉志外，阿拉伯半岛内陆的沙漠和高原地带则仍然处在贝都因人游牧部落的控制范围内，各大部落的谢赫首领在名义上承认伊斯坦布尔苏丹的宗主权，接受其赐封，维持着根深蒂固的部落传统。宗教方面，在16世纪和17世纪，阿拉伯半岛内陆地区的许多贝都因部落仍进行着祖先崇拜和偶像崇拜等被伊斯兰教看作“离经叛道”的行为，可与伊斯兰教诞生前夕的蒙昧时代相比。贝都因人自称为穆斯林，却仅仅知悉伊斯兰教信仰的皮毛。如历史学家瓦西利耶夫所形容：“大多数人沉迷于邪恶……人们崇拜圣徒，抛弃了一神派信仰，祈求他们赐予好运、帮助自己摆脱逆境”。
伊斯蘭原教旨主義者伊本·瓦哈比深受伊本·泰米叶和罕百里派教法的影响，他著书立说，立志于革除穆斯林内部的多神论信仰和偶像崇拜现象，为伊斯兰教“正本清源”，恢复其早期发展的道路，其思想及理念后来发展为瓦哈比派。1744年，伊本·瓦哈比移居内志中部的小城德拉伊耶，当地处于沙特家族的统治之下，埃米尔为穆罕默德·本·沙特。伊本·瓦哈比和穆罕默德·本·沙特达成家族和亲关系及宗教政治联盟，沙特家族主政、瓦哈比家族主教的政教合一制度初露端倪。这一事件被史学家视为德拉伊耶埃米尔国即内志第一王国或沙特第一王国的建立，沙特国家的政治扩张和瓦哈比派的教派扩张相辅相成，帮助沙特国家在18世纪下半叶以圣战形式展开大规模扩张。1803年，沙特军攻破圣城麦加，1804年占领另一圣城麦地那，德拉伊耶埃米尔国的势力范围几乎囊括整个阿拉伯半岛，成为“自先知以来阿拉伯半岛上最大的国家”。沙特家族的扩张举动惊动了奥斯曼帝国苏丹马哈茂德二世。1811年，马哈茂德二世派埃及省总督穆罕默德·阿里帕夏打击瓦哈比派国家，挑起奥斯曼－沙特战争。穆罕默德·阿里出兵汉志，收复麦加。穆罕默德·阿里之子易卜拉欣帕夏率军深入内志腹地，发起内志远征，在德拉伊耶发起了持续数月的攻城战。1818年，德拉伊耶守军投降，沙特家族的重要人物被遣送到伊斯坦布尔，埃米尔阿卜杜拉·本·沙特被处决，德拉伊耶酋长国覆灭，并入奥斯曼帝国埃及省。
德拉伊耶陷落后，沙特家族的余部在图尔基的带领下，驱逐埃及省任命的内志埃米尔，于1824年在利雅得重建利雅得埃米尔国，图尔基自封为瓦哈比派的伊玛目。利雅得埃米尔国为避免重蹈德拉伊耶时代的覆辙，不再向汉志地区扩张，改扩张焦点为波斯湾沿岸地区，但亦出现激烈的宫廷斗争，内耗严重。图尔基于1834年遇刺，此后沙特家族又是与瓦哈比家族陷入内部争斗，并遭到埃及省的奥斯曼军队侵扰。1843年，图尔基之子费萨尔重建统治，又恰逢埃及与伊斯坦布尔陷入矛盾争斗，沙特国家归于稳定，领土范围扩展至波斯湾沿岸，瓦哈比派得到进一步传播，逐渐成为内志地区的主流信仰。费萨尔死后，沙特国家由盛转衰，舍迈尔山区的拉希德家族崛起。拉希德家族建立舍迈尔山埃米尔国，以游牧部落为基础展开扩张，且在信仰上较为世俗化。1891年，拉希德家族攻入利雅得，拉希德军队大获全胜，沙特家族被逐出利雅得，其全部领土被拉希德家族兼并，沙特家族流亡科威特，寻求当地萨巴赫部落的保护。拉希德家族的扩张为沙特阿拉伯统一运动埋下了种子。

## 经过

### 伊本·沙特收复利雅得及其后续扩张

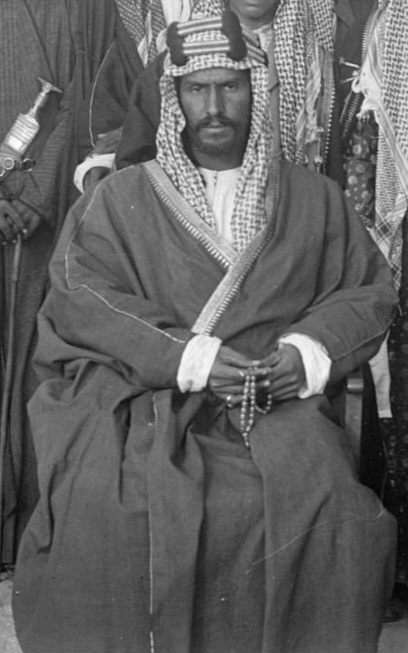
1910年的伊本·沙特。他的本名是阿卜杜勒-阿齐兹，伊本·沙特是西方人的称呼。他作为沙特家族的首领，主导了沙特阿拉伯的建国过程

拉希德家族在1891年攻占利雅得之后，成长为阿拉伯半岛内陆最强大的政治势力，他们依附于伊斯坦布尔苏丹、维持着阿拉伯半岛内陆古老的部落政治；而拥有两大圣城麦加与麦地那的汉志地区，则世代处于麦加谢里夫哈希姆家族的统治之下，奥斯曼帝国驻军于此；波斯湾沿岸的科威特、巴林、卡塔尔、特鲁西尔阿曼和马斯喀特阿曼则处于英国的保护之下。1901年，沙特家族首领阿卜杜勒-阿齐兹准备重夺利雅得，得到了科威特萨巴赫家族谢赫的帮助。阿卜杜勒-阿齐兹是利雅得时代末代埃米尔阿卜杜勒-拉赫曼之子，西方人一般称他为伊本·沙特。1902年1月，伊本·沙特率军自科威特出发抵达利雅得，攻破利雅得马斯马克要塞，击杀了要塞中的拉希德将领伊本·阿吉兰（Ibn Ajlan），在深夜中占领了城市，并将伊本·阿吉兰斩首示众。伊本·沙特随后自立埃米尔，重建利雅得埃米尔国，后世称为内志第三王国。这场发生在沙特家族旧都的战役，揭开了沙特阿拉伯統一建国的序幕。
1903年至1907年，沙特家族和宿敌拉希德家族围绕盖西姆地区展开交战，夺下一连串的军事胜利。1903年初，伊本·沙特在利雅得留下1,000名士兵，带领3,500人的军队南下占领小镇迪拉姆，并与4,000名拉希德追兵爆发战斗。沙特军队损失160人获得胜利，拉希德军队则损失250人。1904年，双方于欧奈宰交战，沙特军队仅仅损失2人便占领全城；拉希德军队则损失超过370人。战事惊动了奥斯曼帝国苏丹，他决定支援拉希德军队。此后拉希德军队在比克利亚及什那那同沙特军队交战，皆不敌对手，且沙特军借此缴获了大量奥斯曼帝国的支援物资。

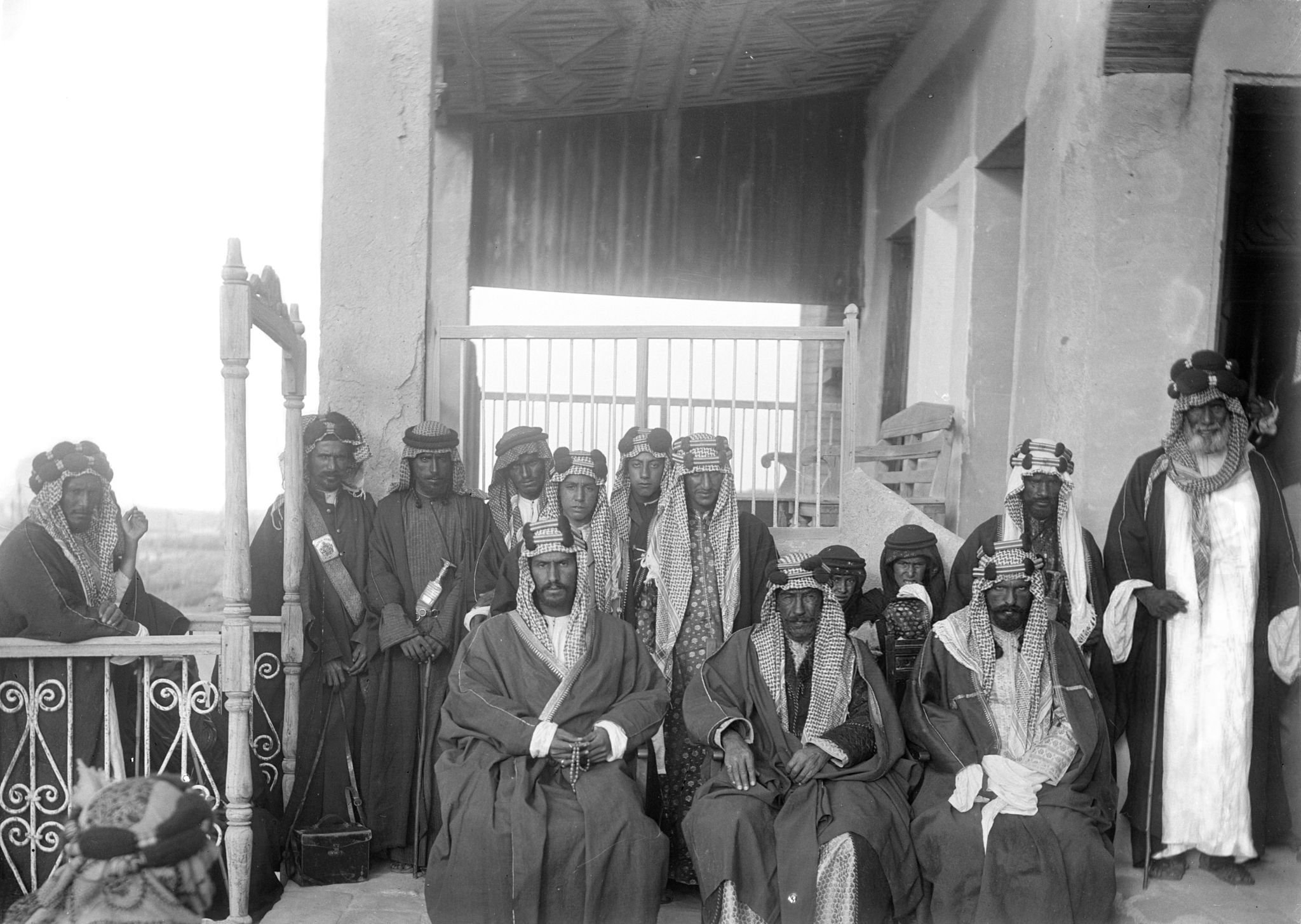
1910年，伊本·沙特、科威特谢赫及英国代表团于科威特

1906年4月，双方在穆罕纳园（Rawdat Muhanna）爆发了一场规模更大的战斗。在什那那之战惨败后，拉希德军队和盖西姆地区的埃米尔结盟。伊本·沙特因而出动10,000人的军队前往盖西姆，与12,000名拉希德士兵、盖西姆士兵以及奥斯曼援军爆发战斗，沙特军队损失35人再次获得胜利。在此次战斗中，盖西姆的领袖战死，阿拉伯半岛内地的政治局势就此发生嬗变，奥斯曼苏丹的影响力日趋式微。1907年9月，盖西姆埃米尔阿巴哈伊尔为报弑君之仇，再次与拉希德家族结盟，联合穆塔耶部落组成了12,000人的军队前往塔拉菲亚，和10,000名沙特士兵爆发塔拉菲亚之战，沙特军队再度获胜。至此，阿拉伯半岛第一阶段的战斗告一段落，沙特家族得以控制盖西姆地区。
在1910年，英国为扩大其在阿拉伯半岛内陆的影响力，而向沙特家族示好，派代表威廉·莎士比亚担任伊本·沙特的军事顾问。1911年，沙特家族和英国达成协议，英国人承认哈萨绿洲为其属地，而伊本·沙特则以接受英国保护作为回报，并允许其深入阿拉伯半岛开采矿藏。1913年，伊本·沙特率军进攻哈萨绿洲和盖提夫地区，与当地的奥斯曼驻军爆发战斗。很快，哈萨与盖提夫的什叶派统治者向沙特军队投降，接受伊本·沙特的统治。1914年，沙特家族和伊斯坦布尔方面达成协议，奥斯曼帝国承认沙特家族对内志的统治，伊本·沙特承诺不同他国结盟，不容许外国军队涉足内志。沙特家族同时与英土双方达成上述协议，就此成为英土在阿拉伯争夺势力范围而争取拉拢的对象。

### 阿拉伯起义背后的阿拉伯半岛

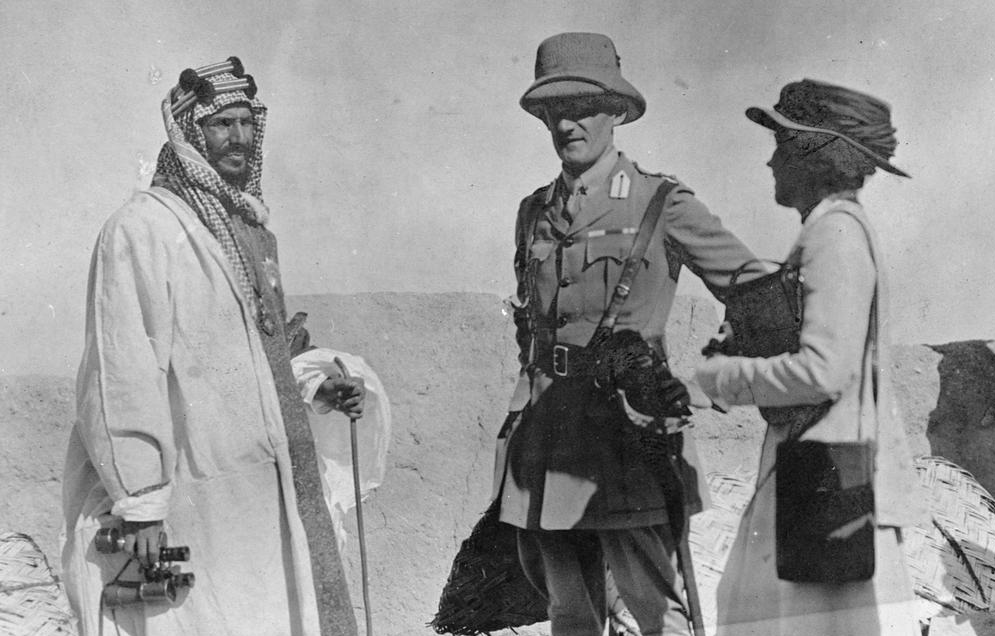
1916年，伊本·沙特和英国人珀西·考克斯在一起

1914年，第一次世界大战于欧洲爆发，奥斯曼土耳其帝国卷入战争，苏丹穆罕默德五世号召全体穆斯林对英法协约国发动圣战。伊本·沙特为此分别致函麦加谢里夫侯赛因、拉希德家族首领沙特、科威特谢赫萨利姆，邀请其召开会议、协调战争立场，但四方分歧极大——拉希德王朝支持奥斯曼苏丹，麦加谢里夫和科威特谢赫支持英国。沙特家族当时是英土争夺的对象，但仍与拉希德家族纠缠。1915年1月17日，沙特家族的内志军与拉希德军队在迈季迈阿北部的扎拉布湖畔爆发冲突，在这场战斗中，威廉·莎士比亚阵亡，拉希德军最终获胜，这场战役被视为奥斯曼帝国与英国之间的代理战争。在扎拉布战败后的1915年12月26日，伊本·沙特倒向英国，与英国代表珀西·考克斯在波斯湾的达林岛（今称塔鲁特岛）签订《达林条约》，英国正式承认沙特家族对内志、哈萨、盖提夫一带的统治，并赠送伊本·沙特1000支步枪和两万英镑，此外还每月支付5,000英镑的援助金，为此，伊本·沙特承诺不会侵扰处于英国保护下的科威特、巴林、卡塔尔和特鲁西尔阿曼。
麦加的哈希姆家族谢里夫侯赛因早在一战前夕便已经和英国有所接触。为扭转在中东战场的被动局面，英国战争秘书赫伯特·基奇纳伯爵曾联系侯赛因，希望他出兵反叛土耳其苏丹，而侯赛因则希望英国以政治及承认作为回报。英国驻埃及高级专员亨利·麦克马洪与侯赛因之间曾有过著名的“麦克马洪－侯赛因通讯”，侯赛因同意领军反抗，而建立北起陶鲁斯山脉，南至亚丁湾，东起扎格罗斯山，西至红海的大阿拉伯国家。1916年6月5日，侯赛因的两个儿子阿里及費薩爾率領1,500名阿拉伯骑士在麦地那对空鸣枪，宣称阿拉伯独立，发动阿拉伯起义。侯赛因随后以麦加谢里夫身份号召阿拉伯人反抗奥斯曼苏丹，并在英国的支持下自立为汉志王国及阿拉伯人的国王。英国希望身居半岛内陆的伊本·沙特支持侯赛因的起义，但他对此态度暧昧，而急于与汉志王国订立边界。
1918年，一战结束，伊本·沙特要求与汉志王国划定边界，反被侯赛因羞辱。双方很快在库尔马绿洲交火，引发第一次内志－汉志战争。库尔马绿洲是战略要冲，此前由哈希姆家族统治，但在战争爆发不久，当地的埃米尔便宣布向伊本·沙特投降。1918年7月，侯赛因出兵追击出逃的库尔马绿洲酋长，而伊本·沙特则派出其建立的贝都因人军事团体“伊赫万”（意即兄弟会）与之对抗。此时，英国没有对战争进行干涉，因为英国人认为伊本·沙特难以和侯赛因匹敌，将很快输掉战争。1919年5月，侯赛因之子阿卜杜拉率军进占距库尔马绿洲80英里的图拉巴绿洲，并在当地大肆掠夺物资。伊赫万出兵回击，领袖苏尔坦·本·巴贾德率军于5月25日至26日与哈希姆家族爆发大规模冲突，最终阿卜杜拉的哈希姆军队几乎全军覆没，阿卜杜拉本人逃离战场。此战大大鼓舞了沙特军队的士气，7月初，伊本·沙特带领10,000人的军队来到图拉巴，准备就此征服汉志。但7月4日，英国对利雅得发出最后通牒，伊本·沙特被迫议和。在此次战争中至少有1,392人丧命。

### 伊本·沙特自立苏丹及其决定性胜利

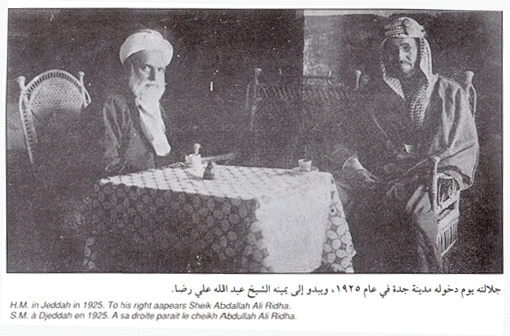
1925年，伊本·沙特率军攻入吉达，同吉达谢赫阿卜杜拉·阿里·雷达会见

1921年，伊本·沙特召集内志各部落的谢赫和乌理玛，宣布自立为“内志及其属地的苏丹”，建立内志苏丹国。
一战结束后，拉希德家族在内忧外患中逐渐衰落，难以控制下属的诸多贝都因部落，势力范围渐渐缩小到首都哈伊勒周边地区。1921年8月，内志在英军的协助下攻下哈伊勒。1921年11月2日，哈伊勒的末代埃米尔穆罕默德二世宣布向沙特家族投降，舍迈尔山酋长国灭亡。
领导阿拉伯起义的哈希姆家族于一战结束后并未如愿建立大阿拉伯国家，而仅仅统治了新建的伊拉克王国、外约旦埃米尔国和汉志王国。侯赛因对此颇为不满，他拒绝接受《凡尔赛和约》和贝尔福宣言，其与英国的关系因此恶化。1924年，侯赛因自立为哈里发，即全体穆斯林的最高领袖，招致阿拉伯世界普遍不满。而英国也在早前停止向沙特家族支付月度补助金，沙特家族因而加紧其进攻汉志的步伐。1924年中下旬，汉志禁止内志人进入圣城朝圣，伊本·沙特决定进攻汉志。1924年8月29日，伊本·沙特带领部队进入塔伊夫，汉志士兵很快投降。伊赫万进城杀戮，即塔伊夫屠杀，共有300至400名平民丧命。塔伊夫陷落后，内志军队以及伊赫万前进到麦加。侯赛因逃到吉达，并将王位交给儿子阿里。10月13日内志军兵不血刃拿下麦加，侯赛因在麦加留下的一批武器被内志缴获。10月29日，利雅得召开伊斯兰会议，伊本·沙特对麦加的统治得到承认。
随着沙特部队的不断推进，汉志军队渐渐瓦解。1925年1月，内志军开始围攻吉达。侯赛因在吉达亲自指挥军队，他在城市周围建造了一系列防御工事，并埋设了地雷。其他哈希姆家族的君主，即外约旦的阿卜杜拉和伊拉克的费萨尔，亦给守军提供了许多武器。此外，侯赛因还从意大利和德国购买了5架飞机和数辆坦克。但是侯赛因仍未能守住吉达。附近的部落都效忠沙特家族，亚喀巴城的补给支援难以按时到达；而即使侯赛因拥有飞机，但他帐下仅有两名飞行员，其中一名还在战斗中阵亡。最终吉达的谢赫决定向沙特投降，侯赛因之子、国王阿里逃到巴格达。1925年12月17日，经过了近一年的封锁，内志军队终于攻占吉达。麦地那城也在12月12日投降，24日，延布告破。
1926年1月8日，伊本·沙特宣布即位汉志国王，改称“汉志国王与内志及其属地苏丹”，建立内志与汉志王国。侯赛因逃到塞浦路斯，后在外约旦的安曼定居，1931年去世，被埋葬在耶路撒冷。他的儿子阿里于1935年逝世。1927年5月，伊本·沙特与英国签署《吉达条约》，取代1915年的《达林条约》。英国政府据此承认沙特国家的独立以及伊本·沙特的君主头衔，而伊本·沙特则承认了侯赛因之子费萨尔和阿卜杜拉对伊拉克和外约旦的统治，并承认英国对海湾诸国的保护权。1930年，伊本·沙特在汉志设外交部，开始同外部世界广泛来往。

### 伊赫万的叛乱
伊本·沙特及瓦哈比派的乌理玛于1910年开始发动“伊赫万”（意即兄弟会）运动，号召游牧的贝都因人走出沙漠、移民绿洲、走向定居，进而外出征战、实现修行。伊本·沙特希望借此巩固他对阿拉伯半岛内陆广袤的部落地带的统治，将以往相互分散、难以驯服的部落民转化为定居农业人口。至1923年，伊赫万的定居城镇已经达到72处，平均人口千余人。

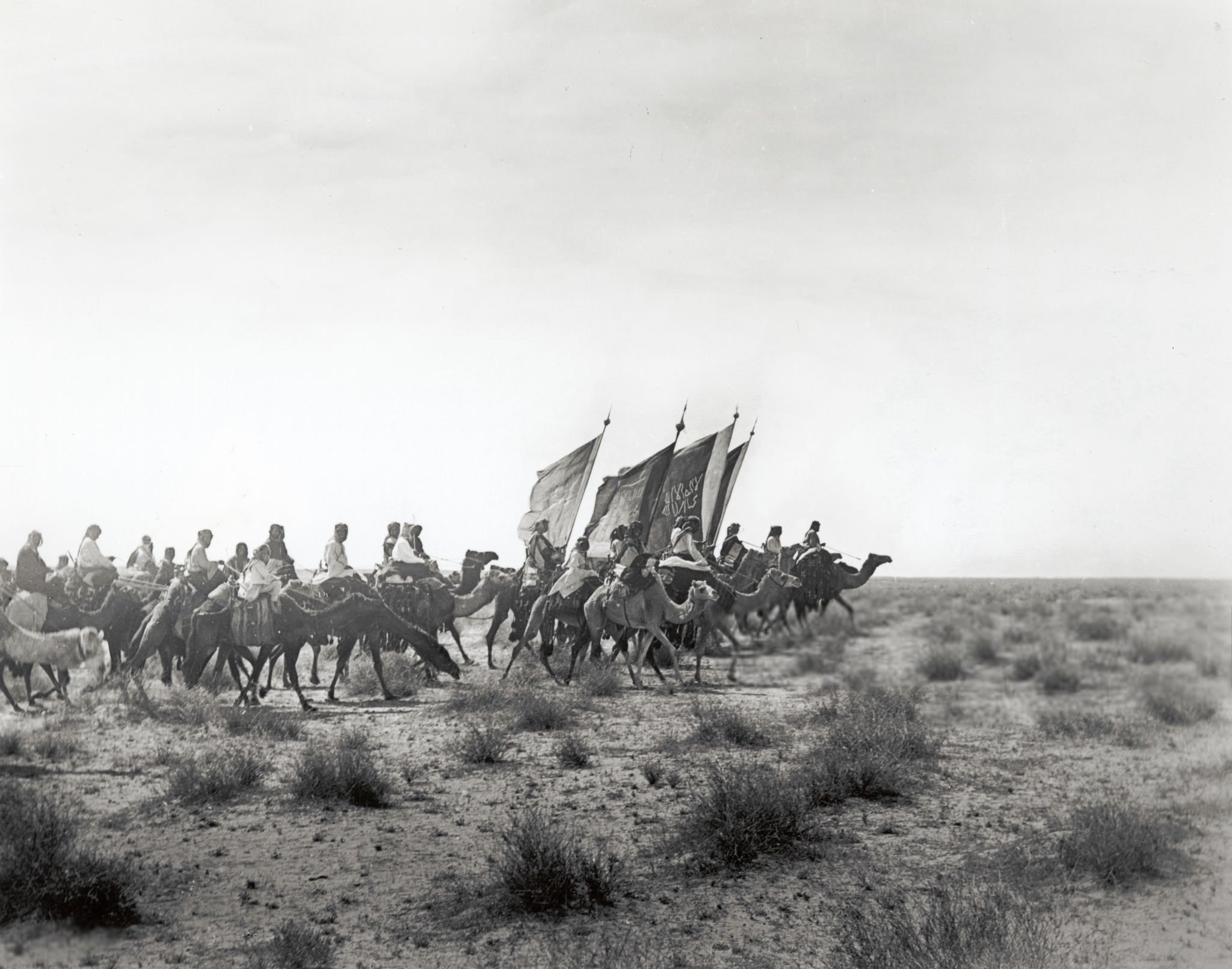
伊赫万游牧民軍隊

自1918年起，由伊赫万运动圣战士组成的军事团体成为沙特家族对外征服的重要力量，协助沙特家族实现了一系列的军事任务，在征服拉希德家族和汉志地区的战争中立下汗马功劳，但亦继承了部落民桀骜不驯的特征，常常不经伊本·沙特的命令擅自出击、劫掠受英国保护的科威特和外约旦等地。1919年，科威特谢赫萨利姆计划在科威特南部与内志王国的边界线上建造一座商业城市，引发了科威特与沙特家族的外交危机。后英国介入争端，科威特被迫让步。1920年，伊赫万集团在科威特与内志的边界线上安营扎寨，激怒了萨利姆，他要求英国人阻止此一行径，但驻巴格达的英国高级专员置之不理。于是萨利姆派出了一支300人的队伍对其进行恐吓，却引发了流血冲突，科威特军败退。随后，萨利姆请求拉希德家族支援，再次出动大军攻击伊赫万集团，但在途中放弃进攻，返回扎赫拉，却不料被4,000人的伊赫万队伍跟踪，10月10日，爆发扎赫拉之战。英国根据1899年英科协定保护科威特，部署了两艘舰船、两架飞机和数辆装甲车与伊赫万对峙，最终伊赫万撤退。在无果的边界摩擦后，1922年12月2日，双方达成《乌凯尔协议》，划分了科威特与沙特国家的边界线，建立沙特－科威特中立区。不过此后伊赫万仍同科威特保持敌对状态。

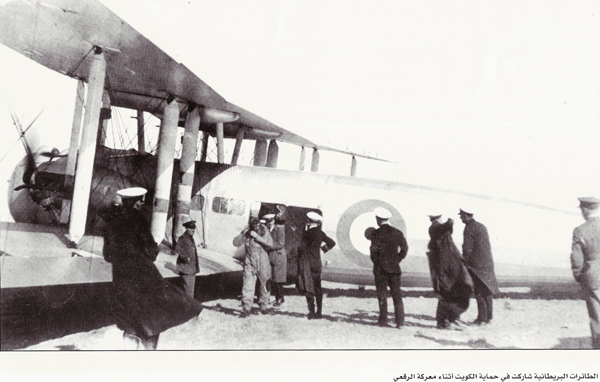
1928年，伊赫万不顾伊本·沙特的禁令而劫掠英国保护下的科威特，引来英国空军对科威特的支援

征服汉志后，一些伊赫万成员希望继续进攻英国保护下的外约旦、伊拉克和科威特，一统阿拉伯半岛，但这些地区皆受英国保护。在英国保护地问题的处理上，伊赫万团体和伊本·沙特发生分歧，伊赫万领袖认为伊本·沙特屈从于英国人的殖民主义和帝国主义；此外，伊赫万亦希望伊本·沙特以罕百里学派治国，但伊本·沙特则坚持“因地制宜”，违背瓦哈比教条而宽容部分什叶派穆斯林，是为其又一分歧。1921年，伊赫万部队擅自袭击伊拉克南部，对当地什叶派地区进行掠夺，造成700人死亡。1922年，伊赫万又突袭外约旦南部。外约旦的部队无法独自应付伊赫万的连番进攻，因此英国皇家空军在安曼附近的马尔卡出动，协助外约旦部队。第一轮进攻发生在安曼，有1,500名伊赫万骆驼骑手参与战斗，但是他们发现英军飞机后很快撤离了战场。途中他们袭击了两个小村庄，后被英军截断退路，被迫溃退。1924年8月，伊赫万首领苏尔坦·本·巴贾德带领4,500名骑兵（一说3,000多人）再次袭击外约旦，就在距离安曼15公里时，他们被英国空军发现并攻击，最终共有500名伊赫万士兵战死。伊赫万的重要组成部分穆塔耶（Mutayr）部落民，由达尔维希领导，于1927年11月5日再度擅自突袭了南伊拉克，双方都损失了20人左右。1928年1月他们又袭击了科威特，但他们遭到了科威特人和英国空军的沉重打击。
伊本·沙特早在1924年便发布禁令，强调瓦哈比派伊玛目对圣战的绝对领导，援引“信仰不能强迫”的经典启示和相关教法，约束伊赫万军队的行动，但无济于事。1925年，英国又同伊本·沙特达成协议，划定内志与外约旦、科威特和伊拉克王国的边界，禁止游牧民跨过界线迁徙，进一步侵害了游牧部落的利益。1928年12月，伊本·沙特重申禁令，部落领袖苏尔坦和费萨尔·达尔维希进而反叛。1929年1月，在伊赫万劫掠科威特的行动中，一位名为比尔科特的美国传教士在与朋友查尔斯·克莱恩一同旅游的过程中身亡。伊本·沙特在不事先通知的情况下调动部队以阻止袭击，与其发生了冲突。1929年3月29日，双方爆发萨比拉战役，这是军事史上最后一次使用骆驼兵的大规模作战。拥有机枪和现代化骑兵的沙特军取得了决定性胜利，伊赫万损失500人，而沙特则损失了200人。费萨尔·达尔维希在此战中受伤，苏尔坦在此战中逃跑，一说阵亡。1929年8月，达尔维希之子阿塞伊兹带领的伊赫万和尼达·本·纳西尔领导的沙特军在舍迈尔山地区开战，伊赫万有450人阵亡，内志有500人阵亡，双方的指挥官阿塞伊兹和尼达·本·纳西尔纷纷阵亡。伊赫万在10月5日劫掠了阿瓦齐（Awazim）部落，造成约250人死亡。该年10月，主要领袖之一的费萨尔·达尔维希出逃，后被英方拘留送交给利雅得（1931年10月3日疑因心脏疾病在利雅得逝世）。1930年1月10日沙特军和英军联合平息了这场叛乱，伊赫万运动就此告一段落，大部分伊赫万叛乱者都被处决。

### 沙特阿拉伯成立

沙特阿拉伯王國疆域（現代邊界）

1932年9月23日，伊本·沙特宣布建立沙特阿拉伯王国，自立为国王，伊本·沙特之子沙特在1933年成为储君。沙特家族垄断新兴王国的一切要职，建立庞大的君主专制血缘政治，内志地区的部落政治依然存续，部落群体的组成成为新国家行政区划划分的基本框架。沙特家族通过建立和亲关系，和众多部落的统治家族订立政治联盟，以此实现对各部落的控制，也进一步扩大了沙特家族的规模。1932年，伊本·沙特设立财政部，新国家收入来源主要是天课、不信者的人头税、关税和朝觐税等各种税收。瓦哈比派信仰作为沙特家族政治扩张的宗教基础，在沙特阿拉伯建国后继续发挥着重要作用，是汉志与内志的官方信仰，伊本·沙特既是沙特国家的马利克，亦是瓦哈比教派的伊玛目。瓦哈比派的乌理玛则负责阐释经训、执行教法；而瓦哈比派排斥部落争斗、血族仇杀，亦帮助沙特家族有力地抑制了部落政治的弊端。1939年，沙特阿拉伯开始利用其庞大的石油资源，正式开始出口石油，沙特王国的经济进入了新的石油经济时代。石油经济的发展，促使内志地区广大的贝都因游牧民转向工人、司机等新兴职业，进而走向定居，“骆驼背上的”部落政治进一步解体。

## 后续

### 吞并阿西尔

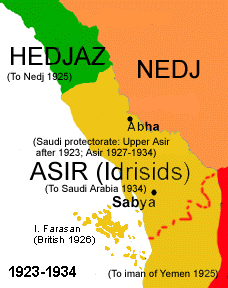
汉志（Hedjaz）、内志（Nedj）和阿西尔（Asir）

阿西尔地区地处汉志与也门之间，农业发达、人口密集，自1871年起处于奥斯曼帝国的统治下，到20世纪初达成事实上的独立，主要城市有阿布哈、吉赞和奈季兰。20世纪初的阿西尔埃米尔哈桑·本·阿里在一系列权力斗争后败给了穆罕默德·本·阿里·伊德里西，后者建立了伊德里西埃米尔国。穆罕默德在1920年逝世，1922年沙特军队进驻阿西尔，占领首府阿布哈。1934年，酋长国通过《塔伊夫条约》被正式纳入沙特阿拉伯。

### 沙特阿拉伯－也门战争
奥斯曼帝国解体后，什叶派的也门穆塔瓦基利亚王国在前北也门一带建立。也门王国声称对南阿西尔拥有主权，自1933年起和沙特阿拉伯陷入争端。1933年11月，也门军开进奈季兰，伊本·沙特准备议和，但其代表团被也门人囚禁。随后沙特率军反击，5月双方重启和谈，最终签署了《塔伊夫条约》，条约内容被同时刊载在麦加、大马士革和开罗。沙特放弃了荷台达和也门海岸的一些城镇，其它争议地区如蒂哈马、奈季兰等地都被纳入沙特阿拉伯。这场战争共有2,100名士兵和平民死亡。
而当时也门亦得到法西斯意大利的支持。美国《外交》杂志的汉斯·科恩写道：“一些欧洲观察者将这场冲突解释为英国和意大利的政策在阿拉伯的冲突”。1998年，阿列克谢·瓦西列夫写道，“（也门）伊玛目同时受到意大利人和英国人的煽动，前者希望增加在也门的影响力，后者则为保护其亚丁殖民地的利益而有意转移叶海亚（也门伊玛目）的注意力。”

### 引用
1. ↑  Bowen 2008，第83頁
2. ↑  Oxford Business Group 2008，第11頁
3. ↑  哈全安 2016，第153頁
4. 1 2  Wynbrandt 2004，第114頁
5. ↑  Vassiliev 1998，第70頁
6. ↑  哈全安 2016，第154頁
7. ↑  Beling 1980，第17頁
8. ↑  哈全安 2016，第157頁
9. ↑  Vassiliev 1998，第83–103頁
10. ↑  哈全安 2016，第159頁
11. ↑  Vassiliev 1998，第140–191頁
12. 1 2  哈全安 2016，第163頁
13. ↑  Vassiliev 1998，第165頁
14. ↑  Beling 1980，第24頁
15. ↑  哈全安 2016，第165頁
16. ↑  Vassiliev 1998，第196頁
17. ↑  Vassiliev 1998，第198–204頁
18. ↑  哈全安 2016，第167頁
19. ↑  Helms 1981，第14頁
20. ↑  Lacey 1982，第41頁
21. ↑  Lacey 1982，第47頁
22. ↑  Lacey 1982，第65頁
23. ↑  Wallechinsky 2011
24. ↑  Troeller 1976，第21頁
25. ↑  Vassiliev 1998，第213頁
26. ↑  Beck 2009
27. ↑  Christie 2013，第89-90頁
28. ↑  Hathlol，第79頁
29. ↑  Mikaberidze 2011，第807頁
30. ↑  Al-Rasheed 2010，第38頁
31. 1 2  哈全安 2016，第168頁
32. ↑  Commins 2006，第53頁
33. ↑  Commins 2006，第124頁
34. ↑  Aldosari 2007，第29頁
35. ↑  Al Yahya 2006，第24頁
36. ↑  Abdul-Razzak 1997，第32頁
37. ↑  Graves 1997，第186頁
38. 1 2  哈全安 2016，第168-169頁
39. ↑  Wilkinson 1991，第133-139頁
40. ↑  Chaudhry 1997，第53頁
41. ↑  Aldosari 2007，第824頁
42. ↑  Al-Naqeeb 1991，第69頁
43. 1 2  Mikaberidze 2011，第799頁
44. 1 2  Central Arkansas 2011
45. 1 2 3 4 5 6 7  哈全安 2016，第170頁
46. ↑  Al-Rasheed 2010，第9頁
47. ↑  Holden 1982，第216頁
48. ↑  Niblock 1982，第56頁
49. ↑  Bidwell 1997，第285頁
50. ↑  Al-Wardi 2012，第169-170頁
51. ↑  Al-Harbi 2003
52. ↑  Baker 1979，第128頁
53. ↑  Chai 2006
54. 1 2 3 4  哈全安 2016，第178-179頁
55. 1 2 3  哈全安 2016，第171-172頁
56. ↑  Vassiliev 1998，第228頁
57. ↑  Casey 2007，第54-55頁
58. ↑  Lauterpacht 1991，第45-49頁
59. ↑  Lacey 2009，第14-16頁
60. 1 2 3  哈全安 2016，第174頁
61. ↑  Salibi 1998，第104頁
62. ↑  Wilson 1994，第143頁
63. ↑  Joab 2007，第8頁
64. ↑  Guckian 1985，第217-218頁
65. ↑  Leatherdale 1983，第95頁
66. ↑  Facey 1999，第72頁
67. ↑  Wilson 1994，第115頁
68. ↑  Encyclopedia Britannica
69. 1 2  KAAIR
70. ↑  Thesiger 1991，第248-249頁
71. ↑  Facts On File 2009，第482頁
72. 1 2  Vassiliev 1998，第283–285頁
73. ↑  El Ghonemy 1998，第56頁
74. ↑  哈全安 2016，第182頁
75. ↑  哈全安 2016，第196頁
76. ↑  Vassiliev 1998，第259–260頁
77. ↑  Trove 1933
78. 1 2  Vassiliev 1998，第285–286頁
79. 1 2  Kohn 1934，第102頁
80. ↑  Rongxing 2005，第115頁
81. ↑  Kohn 1934，第101頁